# Mygale

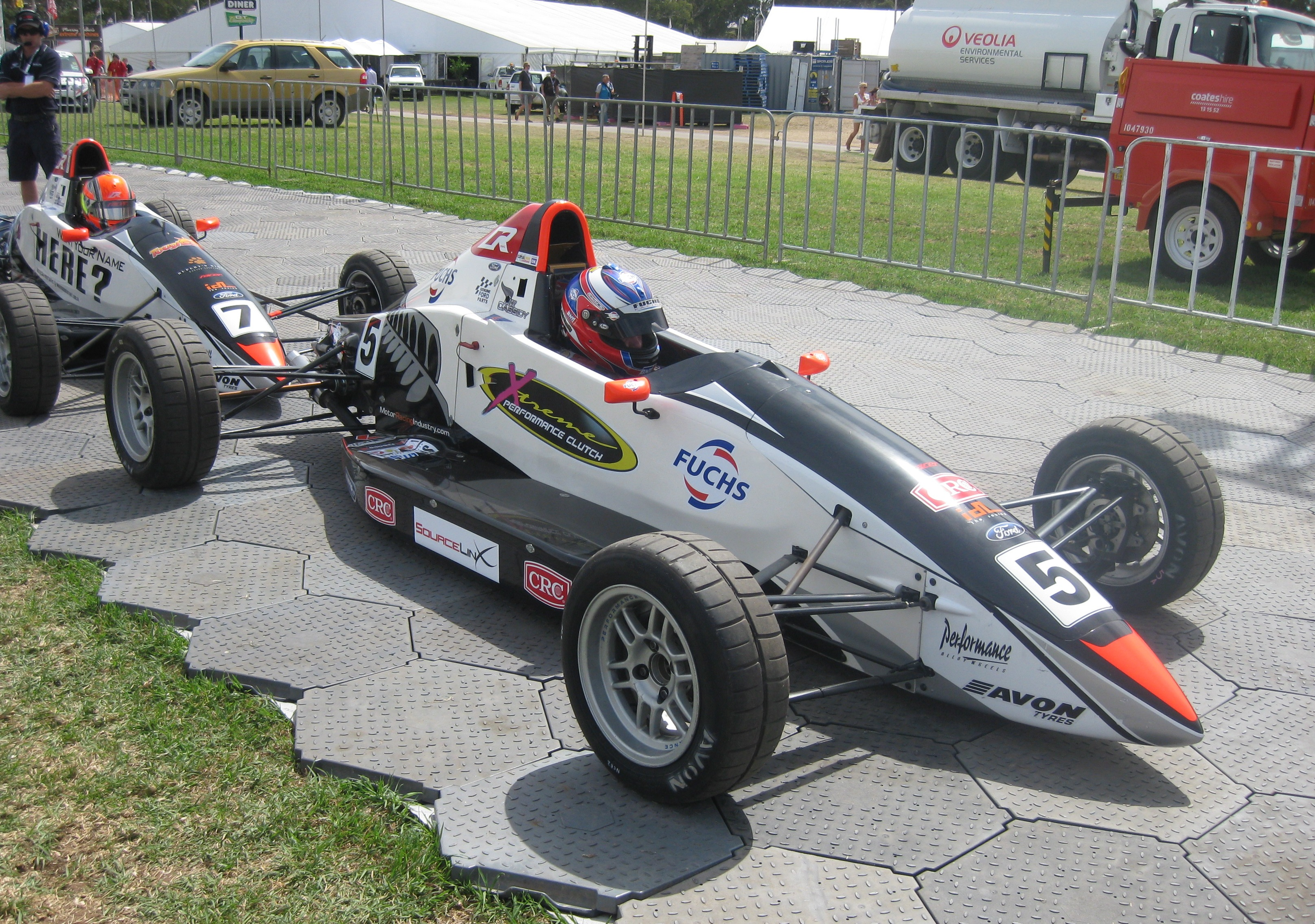
Mygale SJ11a Formel Ford aus der Australischen Formel Ford Meisterschaft

Mygale ist ein französischer Hersteller von einsitzigen Rennwagen und für den Rennsport hergestellten Sportwagen. Das Unternehmen gründete seinen Geschäftserfolg mit der Entwicklung und Herstellung von Formel-Ford-Chassis, Aktuell stellt der in Magny-Cours ansässige Betrieb die Formel-4-Chassis für verschiedene nationale Meisterschaften her.

## Geschichte
Mygale begann 1989 mit dem Bau eines Formel-Ford-Chassis. Gründer des Unternehmens war Bertrand Decoster. Später wurden auch Wagen der Markenformeln Renault, Formel BMW, Formel US 2000 und der in Portugal gebräuchlichen Formule Novis hergestellt. Daneben betreibt Mygale seit  1991 eine Rennfahrerschule auf dem Circuit de Nevers Magny-Cours. Auch beim Autodrome de Linas-Montlhéry ist eine Niederlassung angesiedelt, bei der ca. 7000 Fahrer im Jahr eine Schulung oder Vergnügungsfahrt in einem der hauseigenen Formel-Ford-Fahrzeuge unternehmen. Seit 2000 ist der Unternehmenssitz in unmittelbarer Nähe des Circuit de Nevers Magny-Cours. 2006 begann Mygale mit dem Bau von Formel-3-Fahrzeugen.
Alle seit 2001 hergestellten Formel-BMW-Fahrzeuge und die daraus abgeleiteten, z. B. Formula LO kamen von Mygale. Neben den Formal-Fahrzeugen stellt das Unternehmen auch Rennfahrzeuge für den Sportwagenbereich her. So wurden die Markenpokalfahrzeuge für den von 2007 bis 2012 ausgetragenen Peugeot Spider THP Cup von Mygale vorbereitet. Ab 2013 wurden auch die Rohrrahmenchassis der französischen Lamera-Cup-Fahrzeuge hergestellt.

## Produktangebot

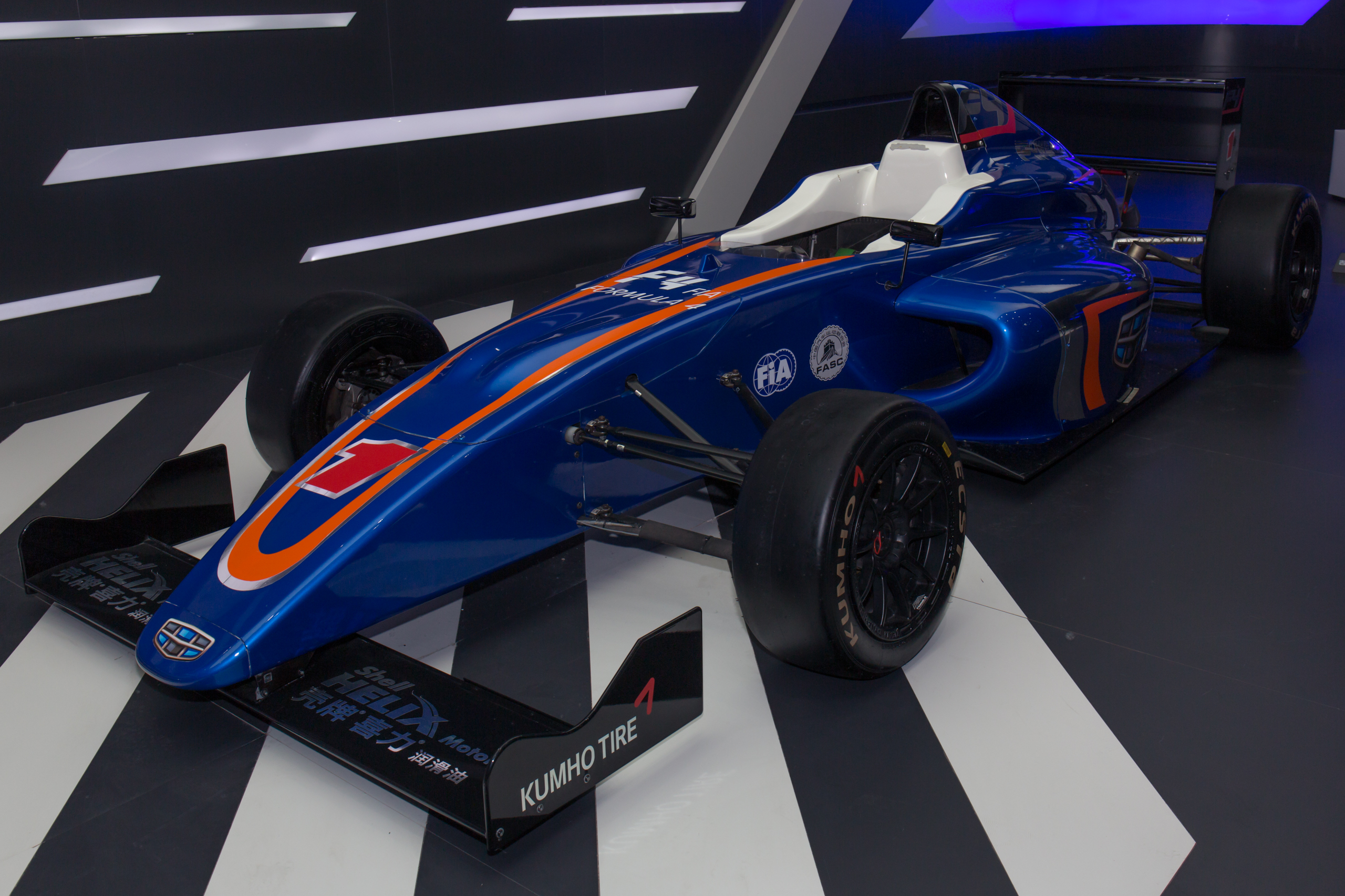
Mygale M14-F4 Formel 4 Modell

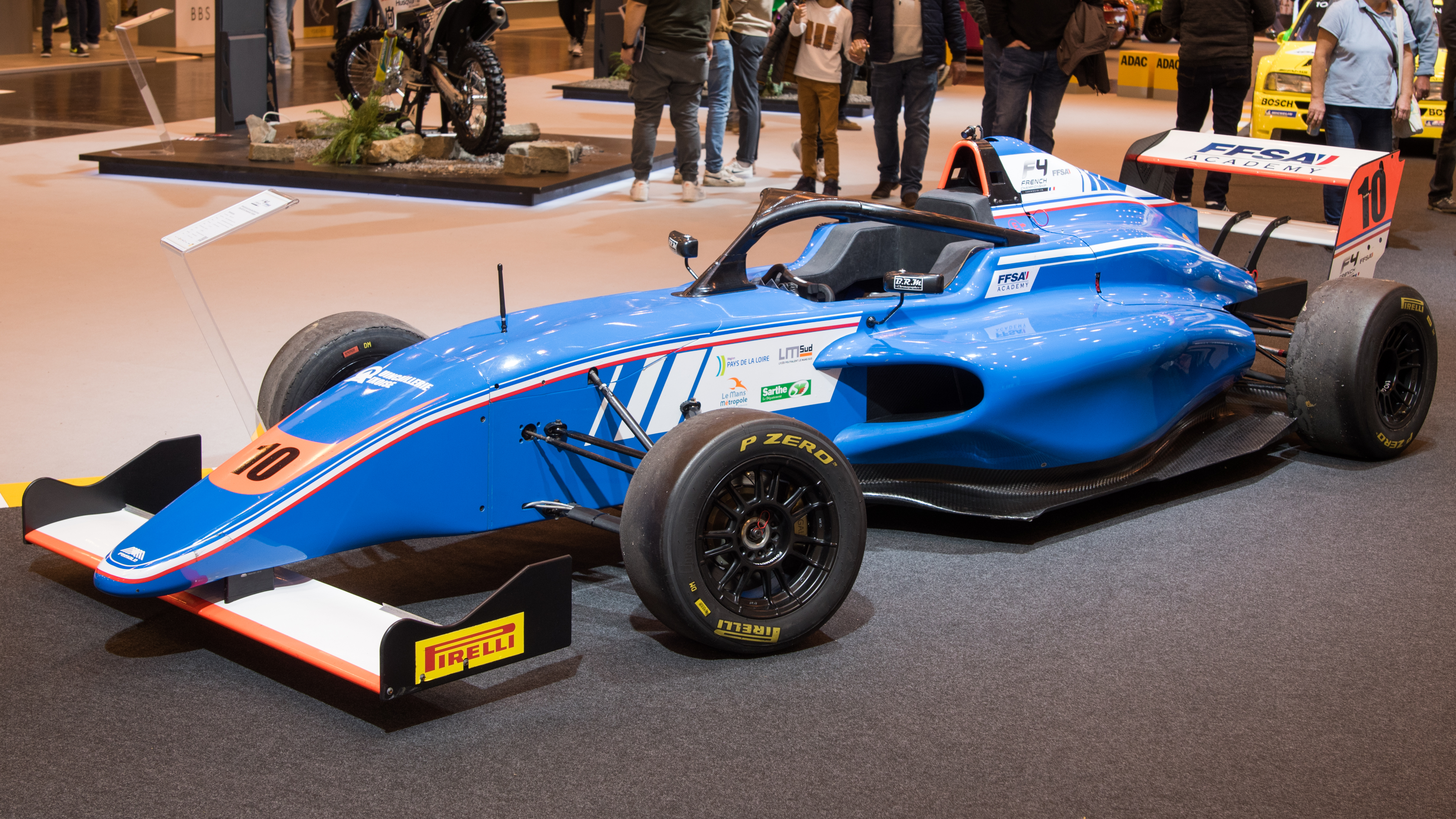
Mygale M21-F4

Folgende Fahrzeuge wurden oder werden für die verschiedenen Klassen gebaut:
- Formel 4 – seit 2014: Mygale M14-F4, seit 2022 durch den M21-F4 abgelöst
- Formel 3 – seit 2006; aktuelles Modell 2018 überarbeitet
- Autocross – XC Cross Car
- GT-Sport – Modell Mygale – My Spider, 2-sitziger Sportwagen auf Rohrrahmenbasis mit Yamaha-Motor

Daneben werden auch Service und Fahrzeuge für folgende in der Vergangenheit gefertigten Produktlinien angeboten:
- Formel Ford FF200
- F1600 Honda.[1]
- Formel BMW
- Formel US 2000
- Peugeot Spider THP Cup

Bekannte Fahrer, die einen Mygale fuhren, sind unter anderem Nico Rosberg und Kimi Räikkönen.